# Coppa Mitropa 1982-1983
La Coppa Mitropa 1982-1983 fu la quarantunesima edizione del torneo e venne vinta dagli ungheresi del Vasas, al sesto titolo nella competizione, che erano stati iscritti d'ufficio dal loro paese per il loro prestigio.

## Partecipanti
| Nazione                   | Squadra        | Campionato                                                | Note |
| ------------------------- | -------------- | --------------------------------------------------------- | ---- |
| Cecoslovacchia (bandiera) | ZVL Zilina     | 1º campionato di Cecoslovacchia 2. liga 1981-82           |      |
| Italia (bandiera)         | Hellas Verona  | 1º campionato d'Italia serie B 1981-82                    |      |
| Jugoslavia (bandiera)     | Galenika Zemun | 1º campionato di Jugoslavia Druga Liga Girone Est 1981-82 |      |
| Ungheria (bandiera)       | Vasas          | 12º campionato d'Ungheria 1981-82                         |      |

## Torneo

### Risultati
Prima giornata
Gare giocate il 20 ottobre
| Squadra 1      | Risultato | Squadra 2     |
| -------------- | --------- | ------------- |
| Galenika Zemun | 2 - 1     | Vasas         |
| ZVL Zilina     | 4 - 0     | Hellas Verona |

Seconda giornata
Gare giocate il 3 novembre
| Squadra 1     | Risultato | Squadra 2      |
| ------------- | --------- | -------------- |
| Vasas         | 2 - 0     | ZVL Zilina     |
| Hellas Verona | 1 - 1     | Galenika Zemun |

Terza giornata
Gare giocate il 24 novembre
| Squadra 1  | Risultato | Squadra 2      |
| ---------- | --------- | -------------- |
| Vasas      | 1 - 0     | Hellas Verona  |
| ZVL Zilina | 2 - 0     | Galenika Zemun |

Quarta giornata
Gare giocate il 2 marzo
| Squadra 1     | Risultato | Squadra 2      |
| ------------- | --------- | -------------- |
| Hellas Verona | 1 - 1     | ZVL Zilina     |
| Vasas         | 3 - 1     | Galenika Zemun |

Quinta giornata
Gare giocate il 16 marzo
| Squadra 1      | Risultato | Squadra 2     |
| -------------- | --------- | ------------- |
| ZVL Zilina     | 3 - 1     | Vasas         |
| Galenika Zemun | 4 - 2     | Hellas Verona |

Sesta giornata
Gare giocate il 6 aprile
| Squadra 1      | Risultato | Squadra 2  |
| -------------- | --------- | ---------- |
| Hellas Verona  | 1 - 2     | Vasas      |
| Galenika Zemun | 2 - 0     | ZVL Zilina |

### Classifica finale
| Squadra        | P.ti | G | V | P | S | GF | GS | DR |
| -------------- | ---- | - | - | - | - | -- | -- | -- |
| Vasas          | 8    | 6 | 4 | 0 | 2 | 10 | 7  | +3 |
| ZVL Zilina     | 7    | 6 | 3 | 1 | 2 | 10 | 6  | +4 |
| Galenika Zemun | 7    | 6 | 3 | 1 | 2 | 10 | 9  | +1 |
| Hellas Verona  | 2    | 6 | 0 | 2 | 4 | 5  | 13 | -8 |

## Classifica marcatori
|  | Gol | Marcatore          | Squadra        |
|  | --- | ------------------ | -------------- |
|  | 3   | Ignác Izsó         | Vasas          |
|  | 3   | László Kiss        | Vasas          |
|  | 3   | Vladimir Bulatović | Galenika Zemun |
|  | 3   | Vladimír Goffa     | ZVL Zilina     |